# 林忠良
林 忠良（はやし ただよし、1953年9月2日 - ）は、プロ野球審判員。パシフィック・リーグ審判部前副部長。兵庫県出身。

## 来歴・人物
兵庫県立明石南高等学校～立命館大学経営学部卒業後、ムラカミ食品を経て1977年パ・リーグ審判部入局。現役時代の審判員袖番号は31。パ・リーグ袖番号初採用年度審判の一人。
オールスターゲームに5回出場(1985年、1988年、1992年、2004年、2007年。1988年第1戦で球審）、日本シリーズに6回出場(1990年、1993年、1996年、1997年、1999年、2001年）。うち日本シリーズは1997年と2001年の第1戦と、1990年の第4戦、1993年の第7戦でそれぞれ球審を務め、1987年5月23日柏崎市佐藤池野球場で行われた、ロッテ－南海戦（史上最後のサスペンデッドゲーム）でライト側外野審判を務めていた。
1994年にインサイドプロテクターの使用が義務化されたのに伴い、翌1995年シーズンまでアウトサイドプロテクターを使用し続けた。パ・リーグで最後までアウトサイドプロテクターを用いて球審を行った審判員であり、上述の1993年日本シリーズ第7戦は、アウトサイドプロテクターの球審が出場した最後の日本シリーズとなっている。
2009年に55歳の定年に達したため、副部長を勇退し、嘱託審判となった。同年5月15日、オリックス―日本ハム9回戦(京セラドーム大阪)で三塁塁審を務めて、通算2500試合出場を達成した。最終通算出場試合数は2,514。
2010年をもって現役を引退、2011年からは審判技術委員（関西）となる。2016年をもって審判技術委員を退職。

## 審判出場記録
- 初出場：1979年10月9日、南海対近鉄後期13回戦（大阪スタヂアム）、右翼外審。
- 出場試合数：2514試合（パ・リーグ2397、交流戦68、日本シリーズ25、オールスター12、クライマックスシリーズ9、アジアシリーズ3）
- オールスター出場：5回（1985年、1988年、1992年、2004年、2007年）
- 日本シリーズ出場：6回（1990年、1993年、1996年、1997年、1999年、2001年）

（記録は2010年シーズン終了時）